# St. Xystus (Allakofen)

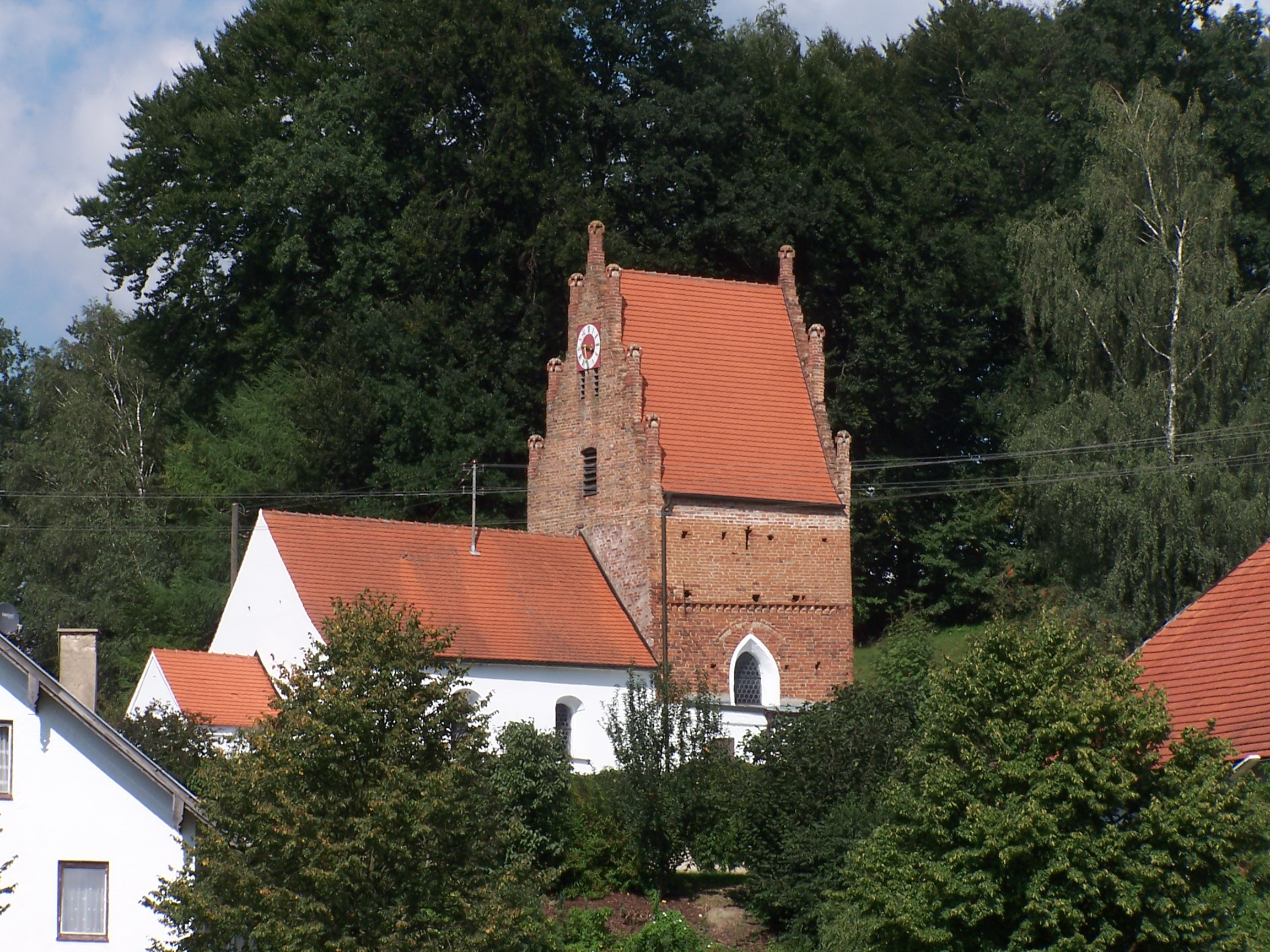
St. Xystus in Allakofen

Die römisch-katholische Kirche St. Xystus (Sixtus) steht in Allakofen, einem Gemeindeteil von Elsendorf im niederbayerischen Landkreis Kelheim. Sie ist in der Bayerischen Denkmalliste unter der Nr. D-2-73-163-2 eingetragen. Die Kirche gehört zum Dekanat Kelheim im Bistum Regensburg.

## Beschreibung
Die im Kern frühgotische Saalkirche wurde im 15. und 17. Jahrhundert umgebaut. Sie besteht aus dem Langhaus und dem Chorturm aus Backsteinen im Osten, dessen Giebel mit Fialen verziert sind. Das barock veränderte Langhaus ist mit einer Flachdecke überspannt, der Chor im Erdgeschoss des Chorturms mit einem Kreuzrippengewölbe.
In einer Rundbogennische zwischen zwei Säulen des in der zweiten Hälfte des 17. Jahrhunderts gebauten Hochaltars steht eine Figur des heiligen Papstes Sixtus, des Kirchenpatrons. Zwei Statuen auf Konsolen links und rechts daneben stellen den heiligen Sebastian und Johannes den Täufer dar und im Altarauszug steht eine kleine Figur des auferstandenen Christus.